# Edgware Road (Bakerloo line)
Pour les articles homonymes, voir Edgware Road (métro de Londres).
Edgware Road est une station du métro de Londres située sur la Bakerloo line, entre Paddington et Marylebone.
La station est située à environ 150 m au sud d'une station homonyme, qui se trouve elle aussi sur Edgware Road et fait partie de la Hammersmith & City line, de la Circle Line et de la District line.

## Histoire
La station est mise en service le 15 juin 1907.

## À proximité
- Edgware Road